# 9949 Brontosaurus
9949 Brontosaurus è un asteroide della fascia principale. Scoperto nel 1990, presenta un'orbita caratterizzata da un semiasse maggiore pari a 2,3543510 UA e da un'eccentricità di 0,0617033, inclinata di 7,71311° rispetto all'eclittica.